# Hans-Jürgen Veil
Hans-Jürgen Veil   (Ludwigshafen, 2 de desembre de 1946) és un ex-lluitador alemany, especialista en lluita grecoromana, que va competir sota bandera de la República Federal Alemanya durant les dècades de 1960 i 1970.
El 1972 va prendre part en els Jocs Olímpics de Múnic, on guanyà la medalla de plata en la prova del pes gall del programa de lluita grecoromana. Quatre anys més tard, als Jocs de Mont-real, va disputar, sense sort, la mateixa prova. En el seu palmarès també destaquen tres campionats nacionals del pes gall.